# Derecho a la vivienda

El Derecho a la vivienda aparece recogido en el artículo 25 de la Declaración Universal de los Derechos Humanos de 1948. Algunas constituciones nacionales también lo recogen. El derecho a una vivienda digna y adecuada es uno de los derechos económicos, sociales y culturales que afectan de manera decisiva a las condiciones de igualdad social.

El derecho universal a una vivienda, digna y adecuada, como uno de los derechos humanos, aparece recogido en la Declaración Universal de los Derechos Humanos en su artículo 25, apartado 1 y en el artículo 11 de Pacto Internacional de Derechos Económicos, Sociales y Culturales (PIDESC):

Artículo 25.1 Declaración Universal de los Derechos Humanos: Toda persona tiene derecho a un nivel de vida adecuado que le asegure, así como a su familia, la salud y el bienestar, y en especial la alimentación, el vestido, la vivienda, la asistencia médica y los servicios sociales necesarios; tiene asimismo derecho a los seguros en caso de desempleo, enfermedad, invalidez, viudez, vejez u otros casos de pérdida de sus medios de subsistencia por circunstancias independientes de su voluntad.

Artículo 11 del Pacto Internacional de Derecho Económicos, Sociales y Culturales: Toda persona tiene el derecho a un nivel de vida adecuado para sí misma y para su familia, incluyendo alimentación, vestido y vivienda adecuadas y una mejora continuada de las condiciones de existencia, la asistencia médica y los servicios sociales necesarios; tiene asimismo derecho a los seguros en caso de desempleo, enfermedad, invalidez, viudez, vejez u otros casos de pérdida de sus medios de subsistencia por circunstancias independientes de su voluntad.

## Aspectos generales
Aunque no es un documento obligatorio o vinculante para los Estados, sirvió como base para la creación de las dos convenciones internacionales de la ONU, el Pacto Internacional de Derechos Civiles y Políticos y el Pacto Internacional de Derechos Económicos, Sociales y Culturales, pactos que fueron adoptados por la Asamblea General de Naciones Unidas en su resolución 2200 A (XXI), de 16 de diciembre de 1966.

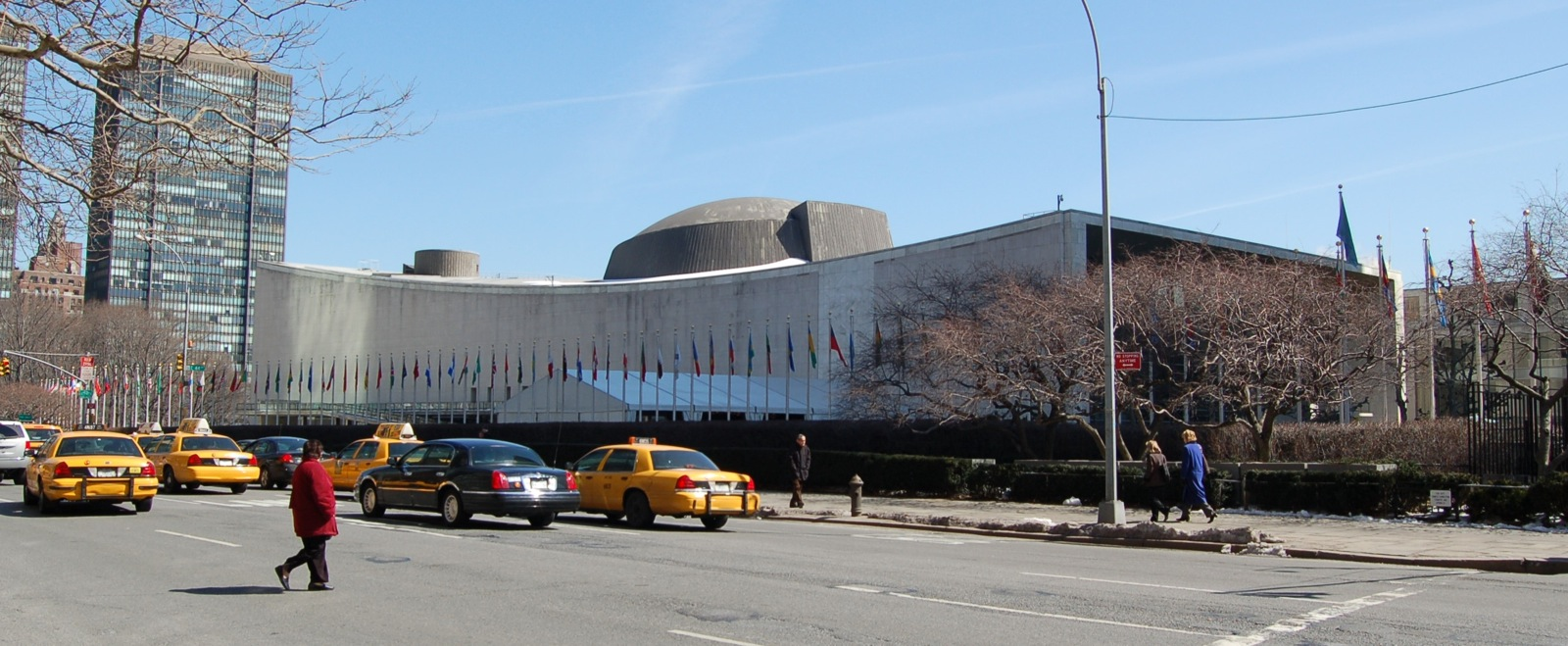
Vista exterior del edificio de la Asamblea General la ONU.

De conformidad con el párrafo 1 del artículo 11 del Pacto Internacional de Derechos Económicos, Sociales y Culturales, a sí el Comité Derechos Sociales Naciones Unidas dice que los Estados Partes "reconocen el derecho de toda persona a un nivel de vida adecuado para sí y su familia, incluso alimentación, vestido y vivienda adecuados, y a una mejorar y continuar de las condiciones de existencia". Reconocido de este modo, el derecho humano a una vivienda adecuada tiene una importancia fundamental para el disfrute de todos los derechos económicos, sociales y culturales.
En algunos Estados, el derecho a la vivienda adecuada está consagrado en la Constitución Nacional en otros en cambio se ha ido a más y se han realizado leyes específicas. En cualquiera de los casos es importante verificar la posibilidad de que los ciudadanos puedan exigir jurídicamente y ante los tribunales pertinentes, el cumplimiento de estos derechos por parte de las administraciones. El Derecho a la vivienda cuando no se recoge de manera específica puede deducirse directamente del cumplimiento de derechos humanos reconocido en tratados internacionale y por lo tanto de condiciones de vida digna.
Existen proyectos de investigación internacionales, tales como TENLAW, por ejemplo, que ofrecen la oportunidad de realizar investigación internacional sobre el derecho a la vivienda, así como establecer redes internacionales de investigación tales como la European Network for Housing Research, que une a más de 500 investigadores de 41 países diferentes, de todo el mundo.

## Derechos de tercera generación. Tres generaciones de derechos humanos
Las tres generaciones de derechos humanos es una propuesta efectuada por el jurista checo Karel Vasak en 1979 para clasificar los derechos humanos.Cada una se asocia a uno de los grandes valores proclamados en la Revolución francesa: libertad, igualdad, fraternidad. Los derechos de primera generación son los derechos civiles, vinculados con el principio de libertad. Generalmente se consideran derechos de defensa o negativos, que exigen de los poderes públicos su inhibición y no injerencia en la esfera privada. Los derechos de segunda generación son los derechos económicos, sociales y culturales, que están vinculados con el principio de igualdad. 
Los Derechos a una vivienda se enmarca en la tercera generación de derechos, surgida en la doctrina de 1980, se vincula con la solidaridad. para incentivar el progreso social y elevar el nivel de vida de todos los pueblos. Los temas relacionados son:
- La solución de los problemas alimenticios, demográficos, educativos y ecológicos.
- El ambiente.
- Los derechos del consumidor.
- El desarrollo que permita una vida digna.
- El libre desarrollo de la personalidad.

## Marco legislativo

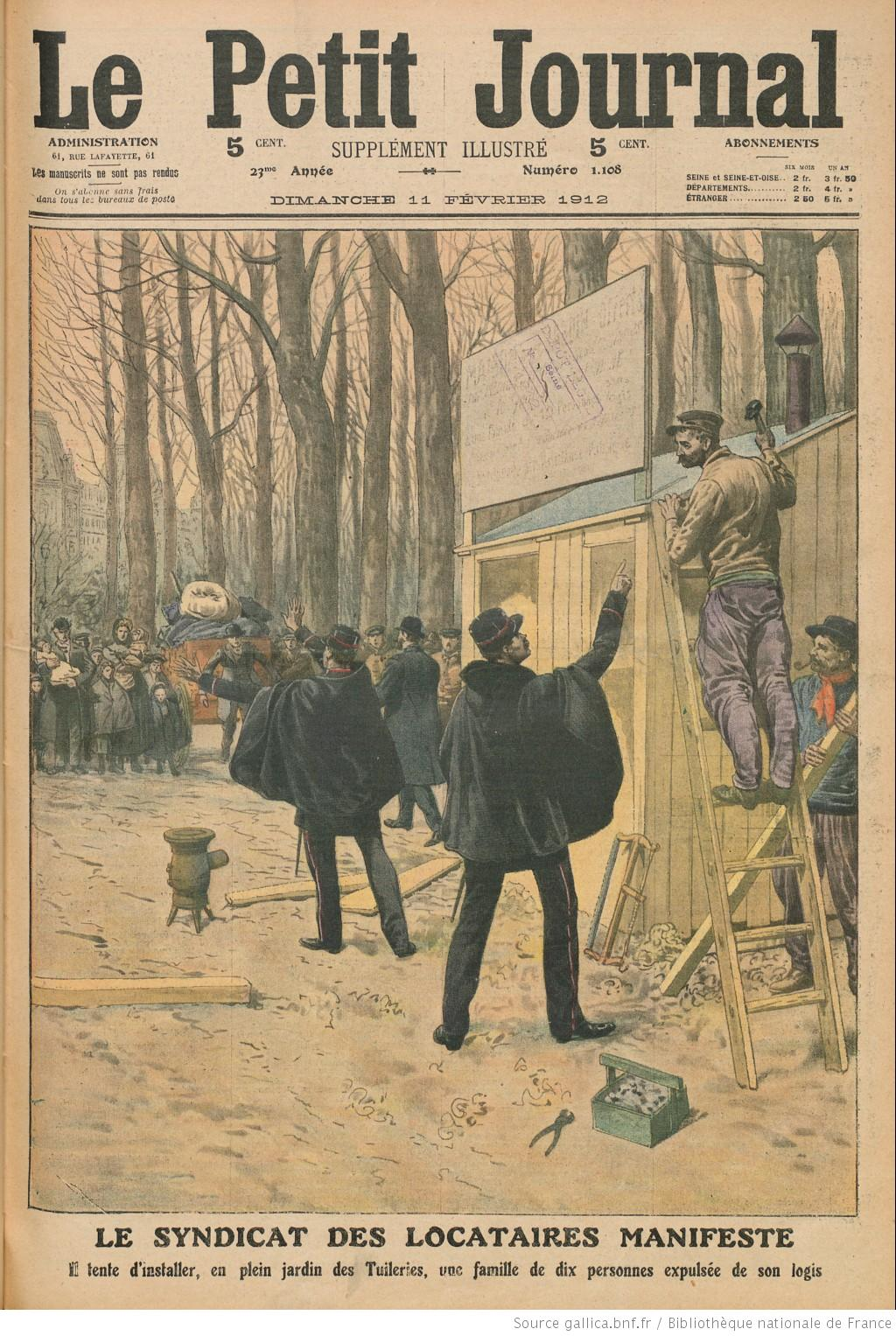
El derecho a la vivienda ya era invocado en el año 1912. En la imagen portada de suplemento ilustrado del Petit Journal, 11 de febrero de 1912, Francia.

### Tratados internacionales
El derecho a la vivienda se recoge como uno de los derechos humanos en la Declaración Universal de los Derechos Humanos en su artículo 25, apartado 1 y en el artículo 11 de Pacto Internacional de Derechos Económicos, Sociales y Culturales (PIDESC). También aparece en Convenio Europeo de Derechos Humanos, que dice expresamente: "nadie podrá ser sometido a tortura ni a penas o tratos inhumanos o degradantes".

### Constituciones
Existen numerosas Constituciones de los Estados donde se amplia y detalla el derecho a una vivienda digna y adecuada.
- Argentina: La Constitución de la Nación Argentina en su articulado 14 bis dice que: El Estado otorgará los beneficios de la seguridad social, que tendrá carácter de integral e irrenunciable. En especial, la ley establecerá: el seguro social obligatorio, que estará a cargo de entidades nacionales o provinciales con autonomía financiera y económica, administradas por los interesados con participación del Estado, sin que pueda existir superposición de aportes; jubilaciones y pensiones móviles; la protección integral de la familia; la defensa del bien de familia; la compensación económica familiar y el acceso a una vivienda digna.

En la Ciudad Autónoma de Buenos Aires, el centro urbano más grande del país, se pueden encontrar dos problemas principales que causan el déficit de viviendas tanto cualitativo como cuantitativo. El déficit habitacional cualitativo consiste en la carencia de ciertos servicios o la presencia de defectos infraestructurales recuperables. Por otra parte, el déficit cuantitativo de viviendas consiste en estar en situación de calle - no tener una vivienda - o en poseer defectos infraestructurales irrecuperables. 
El primer problema estructural del país con lo que respecta a este tópico es la gentrificación. Esta consiste en la reformación de ciertas zonas cambiando su estructura mejorando la calidad de vida de sus habitantes. Consecuentemente, aquellos que no pueden avanzar con estos cambios deben desplazarse hacia otras zonas más económicas. Un claro ejemplo de esta situación es el de Puerto Madero. Esta zona es estratégica, ya que estaba localizado en el área central de la ciudad y frente al río y la Reserva Ecológica. De esta forma, es una zona conveniente para que las corporaciones se establezcan y también atractiva para vivir debido a sus vistas. Es así, como la Corporación Puerto Madero llevó adelante un proyecto donde reformó y comercializó aquellas tierras a usuarios corporativos y de alto poder adquisitivo. Veinte años después, se encontraban edificados 2,3 millones de m2 y cuenta con una población estable de 16 mil personas (Rodríguez G.M, 2021, p.74).
El segundo problema presente en el país es la falta de presupuesto público destinado a resolver esta problemática. Conforme pasan los años, el gobierno baja la cantidad de presupuesto que le es otorgado al Instituto de la Vivienda en la Ciudad de Buenos Aires. A su vez, el déficit cualitativo y cuantitativo de viviendas cada vez es más alto. Consecuentemente, se puede atribuir esta problemática a este progresivo abandono por parte del Estado. Por ejemplo, en 2017, al Instituto de la Vivienda en CABA se le había asignado un 3,96% del presupuesto público, pero para 2022 representó el 1,17% (Gobierno de la Ciudad de Buenos Aires y Dirección General de Estadística y Censos, 2021). Al mismo tiempo, para 2017 la cantidad de personas en situación de calle habían sido 5872 personas; por otra parte, en 2019 el número ascendió a 7251 personas. Así pues, se puede ver como hay una relación entre la cantidad de presupuesto público direccionado a la vivienda y el aumento de las personas que no acceden a una vivienda digna (Centro de Estudios Legales y Sociales, 2019).
- Ecuador: En este sentido la Constitución de Ecuador[10] une los conceptos de vivienda y ciudad. La consagración del derecho a una ciudad digna: construcción colectiva y políticas públicas. El derecho a una ciudad viva y digna está reconocido en el Art. 31, que establece que «las personas tienen derecho al disfrute pleno de la ciudad y de sus espacios públicos, bajo los principios de sustentabilidad, justicia social, respeto a las diferentes culturas urbanas y equilibrio entre lo urbano y lo rural».

- España: Otros ejemplos como la Constitución Española establece en su artículo 47 el derecho al disfrute de una vivienda digna y adecuada, siendo los poderes públicos los responsables de promover las condiciones necesarias y de establecer las normas adecuadas para hacer efectivo este derecho.[11] Asimismo, el Estatuto de Autonomía para Andalucía reconoce en su artículo 25 “la obligación de los poderes públicos de favorecer el acceso en condiciones de igualdad a una vivienda digna y adecuada, estableciendo las medidas necesarias a tal fin”.[12] Un informe de 2014 de la organización Human Rights Watch señala que la Burbuja inmobiliaria en España ha provocado una crisis de vivienda pone en riesgo los derechos humanos. La crisis de la vivienda comenzó con la subida del precio de la vivienda en España durante la burbuja y se ha acentuado con crisis económica española de 2008-2014 que ha aumentado considerablemente el desempleo en España y provocado el aumento del número de desahucios. Según Human Rights Wathc el gobierno español no habría tomado medidas para mitigar el impacto de la crisis de vivienda y de deuda que encaran los grupos de ciudadanos más vulnerables en España.[13][14]
- Venezuela: Otros ejemplos como la Constitución de la República Bolivariana de Venezuela establece en su Artículo 82 Toda persona tiene derecho a una vivienda adecuada, segura, cómoda, higiénica, con servicios básicos esenciales que incluyan un hábitat que humanice las relaciones familiares, vecinales y comunitarias.
- México: La Constitución Política de los Estados Unidos Mexicanos establece en su artículo cuatro el derecho a la vivienda: Toda familia tiene derecho a disfrutar de vivienda digna y decorosa. La Ley establecerá los instrumentos y apoyos necesarios a fin de alcanzar tal objetivo.[15] El marco constitucional también establece las condiciones por las cuales el estado garantizara este derecho a través de INFONAVIT.

### Leyes específicas
Incluso en los países cuya Constitución proclama el derecho a la vivienda de sus ciudadanos, este suele ser un derecho de configuración legal. Así que, más allá de cuál sea la eficacia directa del precepto constitucional, para que el derecho sea efectivo suele precisar un desarrollo legislativo que determine sus beneficiarios, su contenido y sus garantías. Las Leyes específicas sobre el Derecho a la Vivienda son las que pueden garantizar su cumplimiento y posibilitar que las personas que reúnan los requisitos establecidos en la Ley puedan exigir a las Administraciones que creen las condiciones favorables para el ejercicio del derecho a una vivienda digna y adecuada. Dicho de otra manera, podrán demandar a las Administraciones cuando no cumplan con los objetivos, contenidos, disposiciones para que las personas puedan exigir ante los tribunales de sus países o ciudades el cumplimiento de la Ley.
Este tema es fundamental en el ejercicio de este derecho, y permite la protección jurisdiccional de los derechos a las personas que legítimamente le corresponda. Como ejemplo, puede citarse en Francia la Loi n° 2007-290 du 5 mars 2007 instituant le droit au logement opposable et portant diverses mesures en faveur de la cohésion sociale, más conocida como Loi DALO. En España, la Ley reguladora del Derecho a la vivienda en Andalucía explícitamente en su articulado detalla que ... los ciudadanos podrán exigir de las Administraciones Públicas el cumplimiento de las obligaciones derivadas del derecho a una vivienda digna y adecuada.... Por este motivo, la aprobación por parte de los Estados de leyes específicas que determinen el derecho a la vivienda es la mejor manera de cumplir con todos los Tratados internacionales existentes a nivel mundial.

## Vivienda digna y adecuada

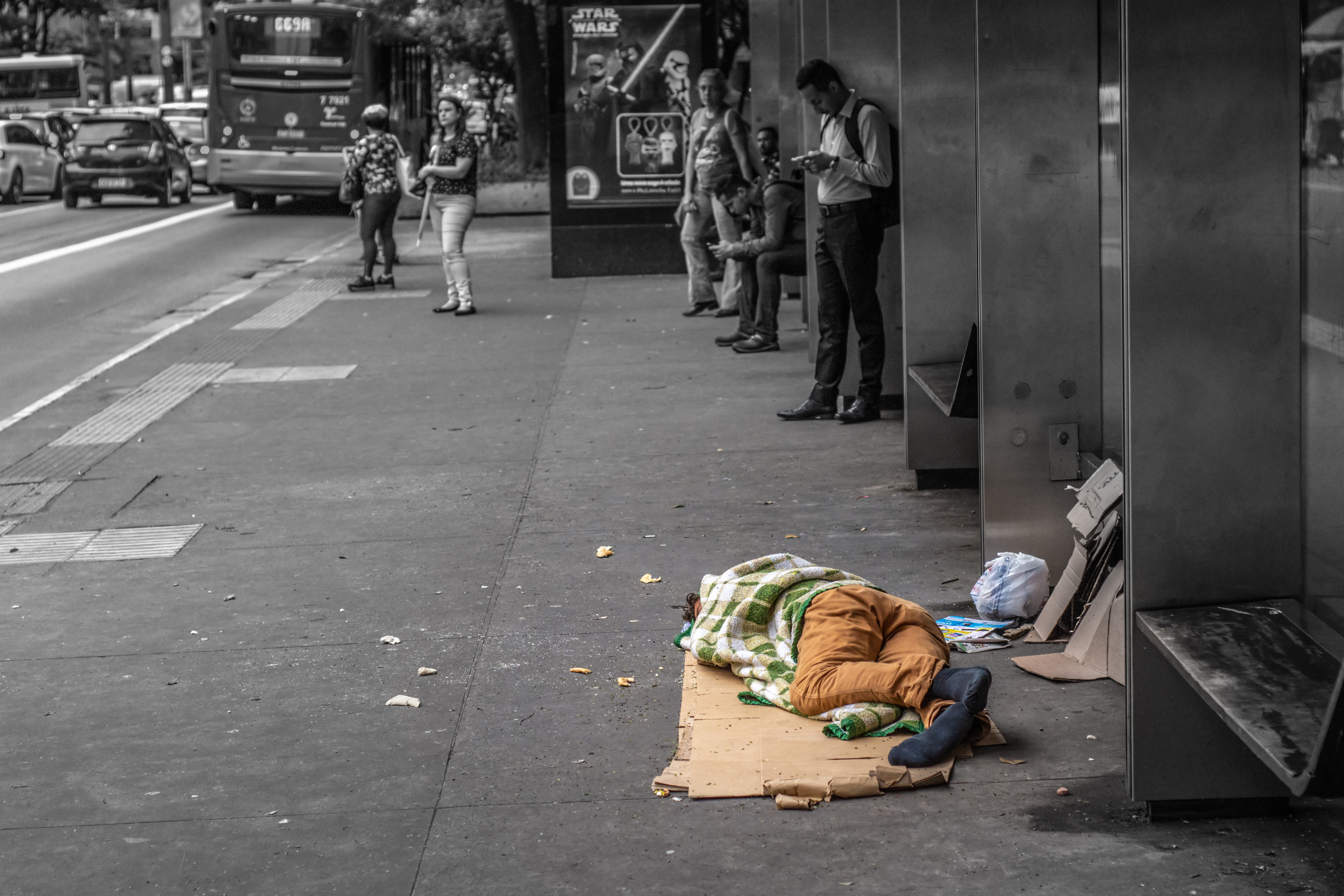
Persona sin techo en São Paulo.

El Comité de Derechos Urbanos de Naciones Unidas en su Observación General n.º 4, define y aclara el concepto del derecho a una vivienda digna y adecuada, ya que el derecho a una vivienda no se debe interpretar en un sentido restrictivo simplemente de cobijo sino, que debe considerarse más bien como el derecho a vivir en seguridad, paz y dignidad.

### ONU - Condiciones de una vivienda digna y adecuada
La ONU considera que las condiciones que debe tener una vivienda digna y adecuada son:
- 1.- La seguridad de la tenencia: la vivienda no es adecuada si sus ocupantes no cuentan con cierta medida de seguridad de la tenencia que les garantice protección jurídica contra el desahucio desalojo forzoso, el hostigamiento y otras amenazas.
- 2.- Disponibilidad de servicios, materiales, instalaciones e infraestructura: la vivienda no es adecuada si sus ocupantes no tienen agua potable, instalaciones sanitarias adecuadas, energía para la cocción, la calefacción y el alumbrado, y conservación de alimentos o eliminación de residuos.
- 3.- Asequibilidad de la vivienda (tanto en alquiler como en compra): la vivienda no es adecuada si su costo pone en peligro o dificulta el disfrute de otros derechos humanos por sus ocupantes. El coste no debe superar el 30% de los ingresos.
- 4.- Habitabilidad: la vivienda no es adecuada si no garantiza seguridad física o no proporciona espacio suficiente, así como protección contra el frío, la humedad, el calor, la lluvia, el viento u otros riesgos para la salud y peligros estructurales.
- 5.- Accesibilidad: la vivienda no es adecuada si no se toman en consideración las necesidades específicas de los grupos desfavorecidos y marginados.
- 6.- Ubicación: la vivienda no es adecuada si no ofrece acceso a oportunidades de empleo, servicios de salud, escuelas, guarderías y otros servicios e instalaciones sociales, o si está ubicada en zonas contaminadas o peligrosas.
- 7.- Adecuación cultural: la vivienda no es adecuada si no toma en cuenta y respeta la expresión de la identidad cultural.